# Мтацминда (пантеон)
Пантео́н писа́телей и обще́ственных де́ятелей Гру́зии Мтацми́нда (груз. მთაწმინდის მწერალთა და საზოგადო მოღვაწეთა პანთეონი, груз. მთაწმინდა — Святая гора) — некрополь в Тбилиси (Грузия), где похоронены многие из известных писателей, артистов, учёных и национальных героев Грузии.
Пантеон организован на территории вокруг церкви Святого Давида «Мамадавити» на склоне горы Мтацминда и официально открыт в 1929 году. Кроме того, ряд захоронений дореволюционного времени находился в самом храме Св. Давида и около него (Р. Багратион (†1834), Саломея Чавчавадзе (†1847), Давид Алексеев (†1824), Захарий Палавандов (†1845), Онисим Иоселиани (†1816)).
Первым знаменательным захоронением на этом месте было погребение известного русского писателя Александра Грибоедова (1795—1829), позднее рядом с ним была похоронена и его жена — княжна Нино Чавчавадзе (1812—1857).
Пантеон официально открыт к 100-летней годовщине трагической гибели Грибоедова в Иране. С того времени многие выдающиеся грузины были похоронены или перезахоронены здесь. Кладбище управляется Тбилисским муниципалитетом и является одной из известнейших городских достопримечательностей. Ряд надгробий выполнен известными скульпторами (В. Демут-Малиновский, Я. Николадзе, Э. Амашукели, М. Бердзенишвили, Сантин Кампиони, И. Андриадзе, Ф. Ходорович, Б. Авалишвили, Г. Шхвацабая и др.). Памятник на могиле Екатерины Геладзе через Василия Сталина был заказан Иулиану Рукавишникову.
В течение 30 лет директором Пантеона был И. Ениколопов.
С 1905 года к пантеону можно подняться на фуникулёре. Попасть туда также можно либо спустившись с горы, либо поднявшись от нижней станции фуникулёра вверх.

## Список погребённых в Пантеоне

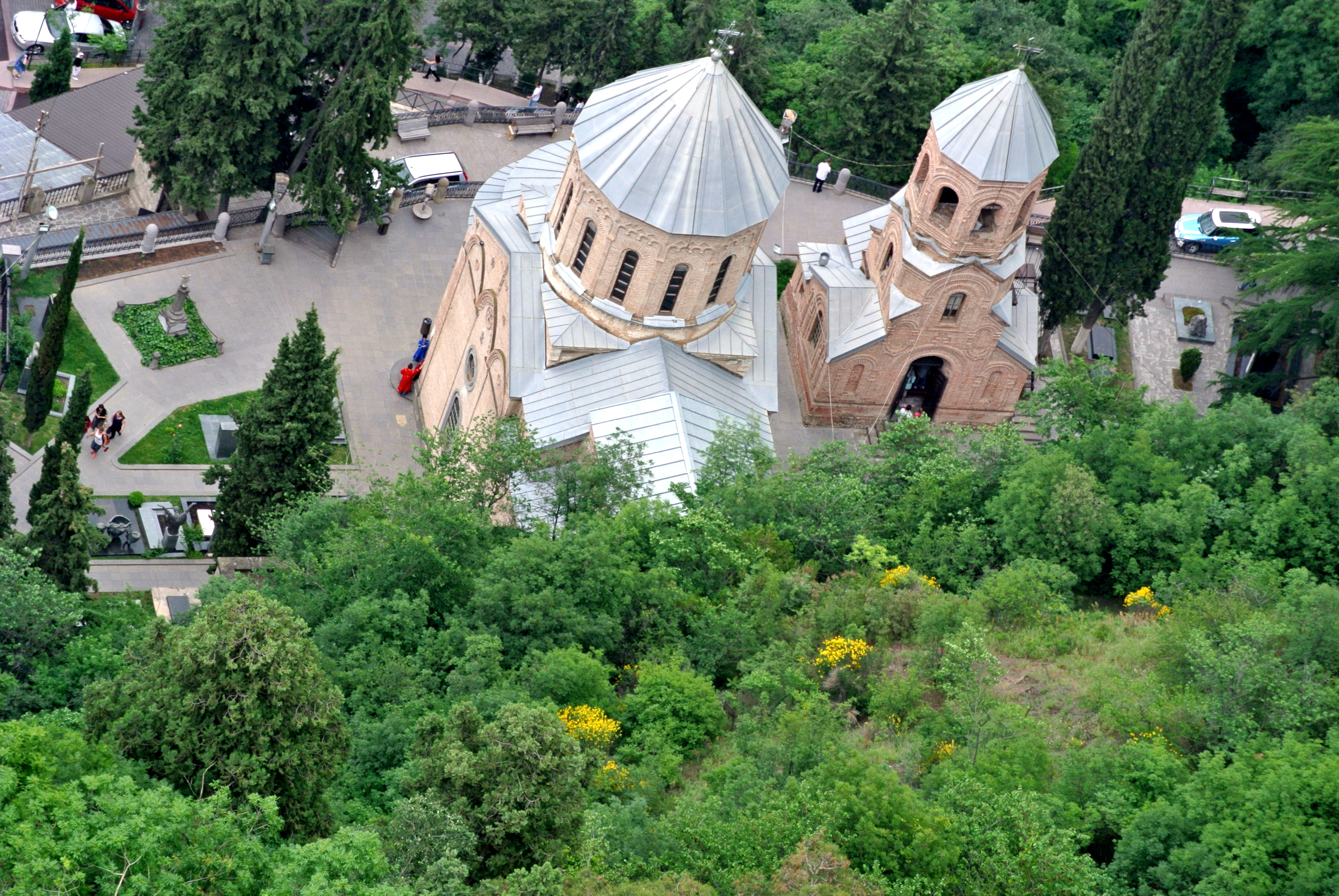
Вид монастыря св. Давида и пантеона с Тбилисской телебашни
фото Звиада Авалиани

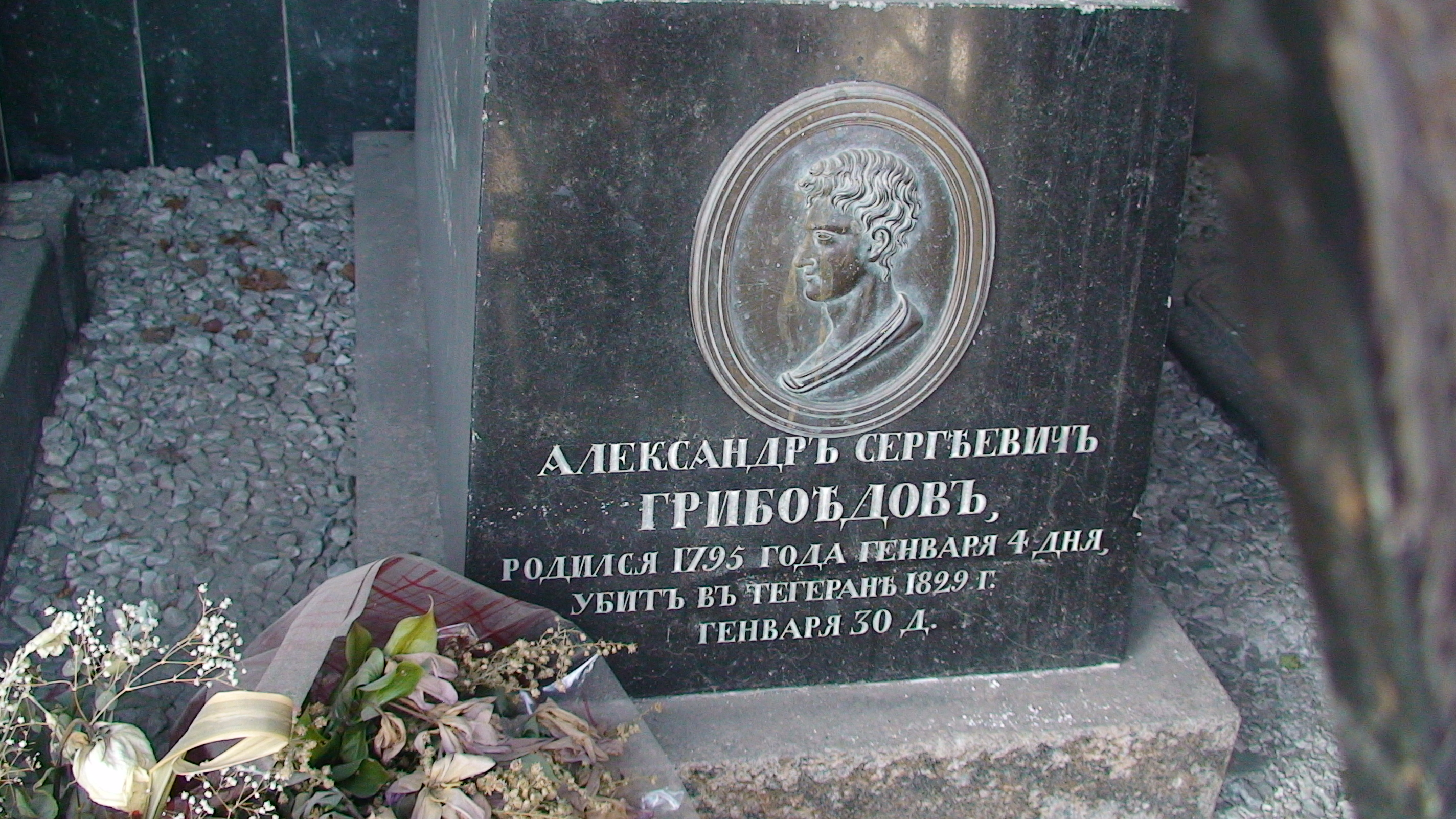
Могила Грибоедова

1. Васо Абашидзе (1854—1926) — театральный актёр и режиссёр
2. Чабуа Амирэджиби (1921—2013) — грузинский советский писатель, автор романа «Дата Туташхиа»
3. Верико Анджапаридзе (1897—1987) — театральная и киноактриса
4. Николоз Бараташвили (1817—1845) — поэт-романтик (перезахоронен в 1938 г.[7])
5. Васил Барнови (1856—1934) — писатель-романист
6. Николоз Бердзенишвили (1894—1965) — историк
7. Бачана Брегвадзе (1936—2016) — писатель, философ, академик АН Грузии[8]
8. Важа-Пшавела (1861—1915) — поэт (перезахоронен в 1935 г.)
9. Илья Векуа (1907—1977) — учёный-математик. Академик АН СССР.
10. Звиад Гамсахурдия (1939—1993) — советский диссидент и первый Президент Грузии (перезахоронен в 2007 г.)
11. Екатерина Геладзе (Джугашвили), (1858—1937) — мать И. В. Сталина
12. Якоб Гогебашвили (1840—1912) — писатель и просветитель (перезахоронен в 1940 г.)
13. Александр Грибоедов (1795—1829) — русский писатель; его жена Нино Чавчавадзе (1812—1857)
14. Иосиф Гришашвили (1889—1965) — писатель, поэт и учёный
15. Ладо Гудиашвили (1896—1980) — художник
16. Шалва Дадиани (1874—1959) — актёр и драматург
17. Мосэ Джанашвили (1855—1934) — историк
18. Симон Джанашиа (1900—1947) — историк
19. Соломон Додашвили (1805—1836) — писатель, просветитель, общественный деятель, философ (перезахоронен в 1994 г.)
20. Нодар Думбадзе (1928—1984) — писатель (перезахоронен в 2009 г.[9])
21. Серго Закариадзе (1909—1971) — актёр
22. Анна Каландадзе (1924—2008) — поэтесса
23. Георгий Квинитадзе (1874—1970) — генерал, главнокомандующий грузинской армией во время Советско-грузинской войны, перезахоронен в 2021 г. из Франции[10]
24. Лео Киачели (1884—1963) — писатель
25. Дмитрий Кипиани (1814—1887) — политик, журналист и общественный деятель
26. Давид Клдиашвили (1862—1931) — писатель
27. Мераб Костава (1939—1989) — советский диссидент и национальный герой Грузии
28. Георгий Леонидзе (1899—1966) — поэт
29. Котэ Марджанишвили (1872—1933) — театральный режиссёр (перезахоронен в 1964 г.)
30. Мухран Мачавариани (1929—2010) — поэт
31. Николоз Мусхелишвили (1891—1976) — учёный математик и механик. Академик АН СССР
32. Нико Николадзе (1843—1928) — публицист и общественный деятель, его жена Ольга Александровна Гурамишвили-Николадзе (1855—1940) (перезахоронение из Дидубийского пантеона 10 сентября 1957 года)
33. Яков Николадзе (1876—1951) — скульптор
34. Иване Палиашвили (1868—1934) — дирижёр Могила Екатерины Геладзе

Могила Екатерины Геладзе

35. Галактион Табидзе (1892—1959) — поэт
36. Эквтиме Такаишвили (1863—1953) — историк и археолог (перезахоронен в 198? г., его жена Нина Полторацкая (1963—1931)
37. Анастасия Туманишвили-Церетели (1849—1932) — писательница
38. Акакий Хорава (1895—1972) — актёр
39. Александр Цагарели (1844—1929) — лингвист
40. Акакий Церетели (1840—1915) — поэт
41. Давид Цимакуридзе (1925—2006) — олимпийский чемпион по вольной борьбе
42. Вахтанг Чабукиани (1910—1992) — артист балета
43. Илья Чавчавадзе (Святой Илья) (1837—1907) — писатель и общественный деятель; его жена Ольга Тадеозовна Гурамишвили (1842—1927)
44. Джансуг Чарквиани (1931—2017) — грузинский поэт. Почётный гражданин Тбилиси.
45. Михаил Чиаурели (1894—1974) — кинорежиссёр, актёр, сценарист, педагог. Народный артист СССР (перезахоронен в 1987(?))
46. Симон Чиковани (1902/1903—1966) — поэт и общественный деятель
47. Отар Чиладзе (1933—2009) — писатель и драматург
48. Закария Чичинадзе (1853—1931) — историк и писатель
49. Какуца Чолокашвили (1888—1930) — политический деятель (перезахоронен в 2005 г.)
50. Ушанги Чхеидзе (1898—1953) — актёр
51. Давид Эристави (1847—1890) — журналист, переводчик и драматург (перезахоронен в 1930 г.)
52. Анзор Эркомаишвили (1940—2021) — композитор, дирижёр-хоровик, Народный артист Грузинской ССР. Почётный гражданин Тбилиси.

Коммунистические деятели Миха Цхакая, Филипп Махарадзе и Силибистро Тодрия, похороненные ранее в Пантеоне, перезахоронены в последние годы на других городских кладбищах.